# Saori Amakawa
Saori Amakawa 天川紗織 (Amakawa Saori?) (Kanagawa, 27 giugno 1978) è una modella giapponese, incoronata trentaduesima Miss Giappone nel 2000.
In seguito la modella, con il nome di Saori Degawa ha vinto anche i concorsi Asahi Beer Image Girl 2001 Idemitsu Calendar Girls 2002. Successivamente ha intrapreso la carriera di conduttrice televisiva ed attrice.